# Château Steinburg (Wurtzbourg)
Le château Steinburg est un bâtiment historiciste du XIXe siècle au-dessus du Würzburger Stein, appellation viticole allemande située à Wurtzbourg. Aujourd'hui, il sert d'hôtel.

## Histoire
Sous l'épiscopat d'Iring von Reinstein-Homburg (1254-1265), il y avait probablement un château fort de la maison de Hohenlohe sur le Steinberg, appelé castrum in lapide. Il est détruit vers 1356. Le château Steinburg aurait été construit sur les murs de fondation à la fin du XIXe siècle. Le bâtiment, autrefois appelé "Roßperger", servant de maison de l'association des artistes de Wurtzbourg , se situe au-dessus du Würzburger Stein. Le bâtiment de trois étages est construit par l'architecte et entrepreneur de Wurtzbourg Andreas Pfannes dans le style néogothique en 1897-1898. Le marchand de vin J. W. Meuschel achète le château vers 1900 et l'appele désormais "Château Steinburg". Contraint d'être vendu aux enchères en 1937, le bâtiment est d'abord la propriété de la Bürgerspitalstiftung (de). La même année, Hans Bezold acquiert le Steinburg et charge l'architecte Adolf Spiegel d'une simplification structurelle et d'une refonte. Le château Steinburg est un hôtel depuis 1958. La famille Bezold effectue de nombreux changements et agrandissements jusqu'en 1986. En juin 2012, l'hôtel du château à l'est est agrandi pour inclure le centre moderne d'événements et de conférences "Refugium".

## Architecture
Le château Steinburg est un monument protégé avec le numéro de dossier D-6-63-000-363, la description du bâtiment de l'Office du Land de Bavière pour la préservation des monuments (de) : bâtiment conglomérat à trois étages avec un toit en croupe, des avant-corps, des oriels et des tours, ainsi des bâtières, des toits arrondis et pyramidaux pour les tours, de style gothique, Andreas Pfannes, construit en 1897-1898, simplification en 1937.